# Мехенді

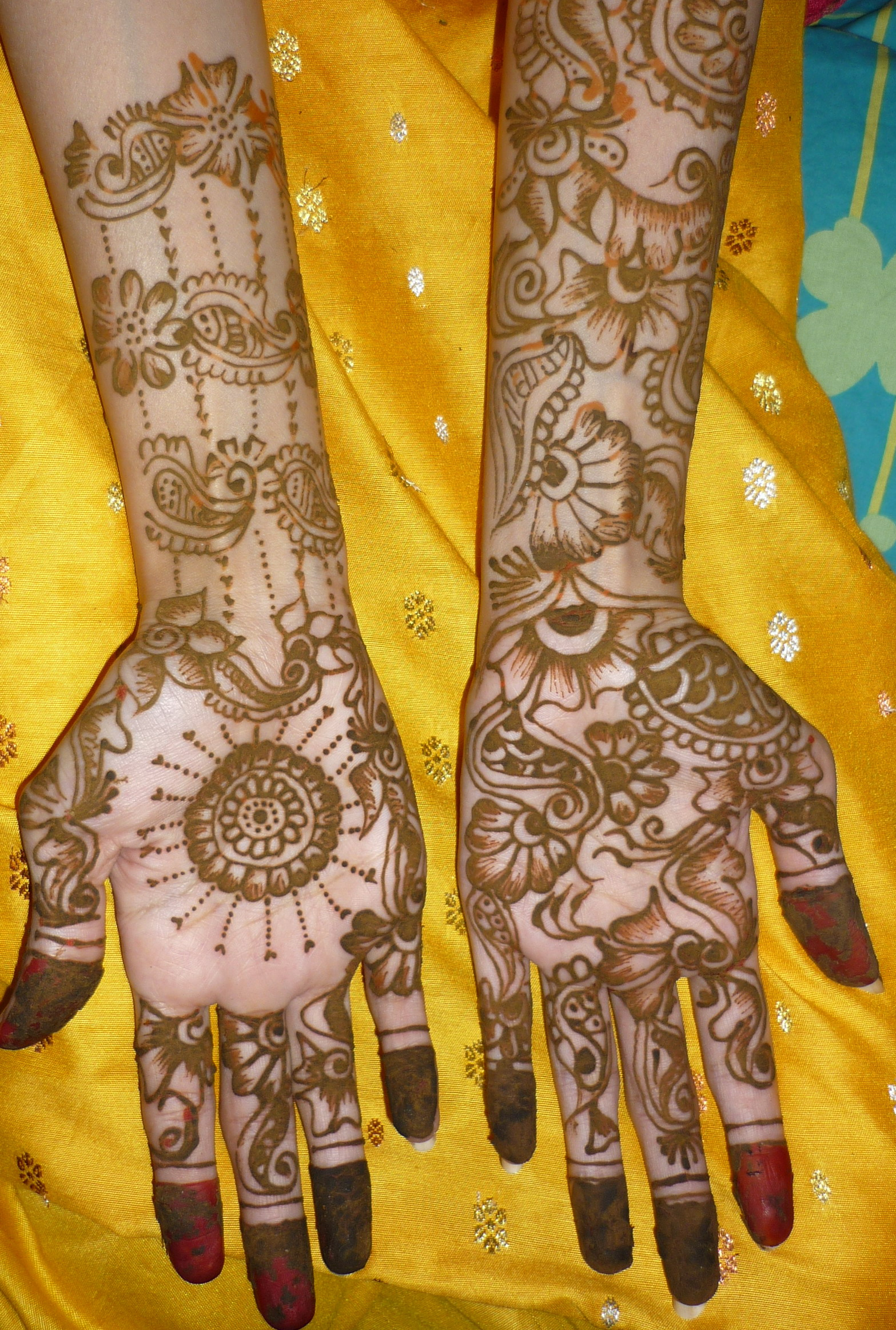
«Індійський» стиль менді

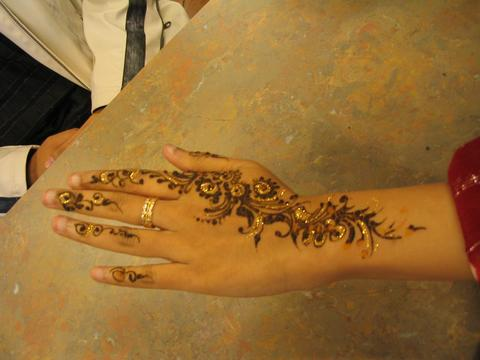
Мехенді на руці

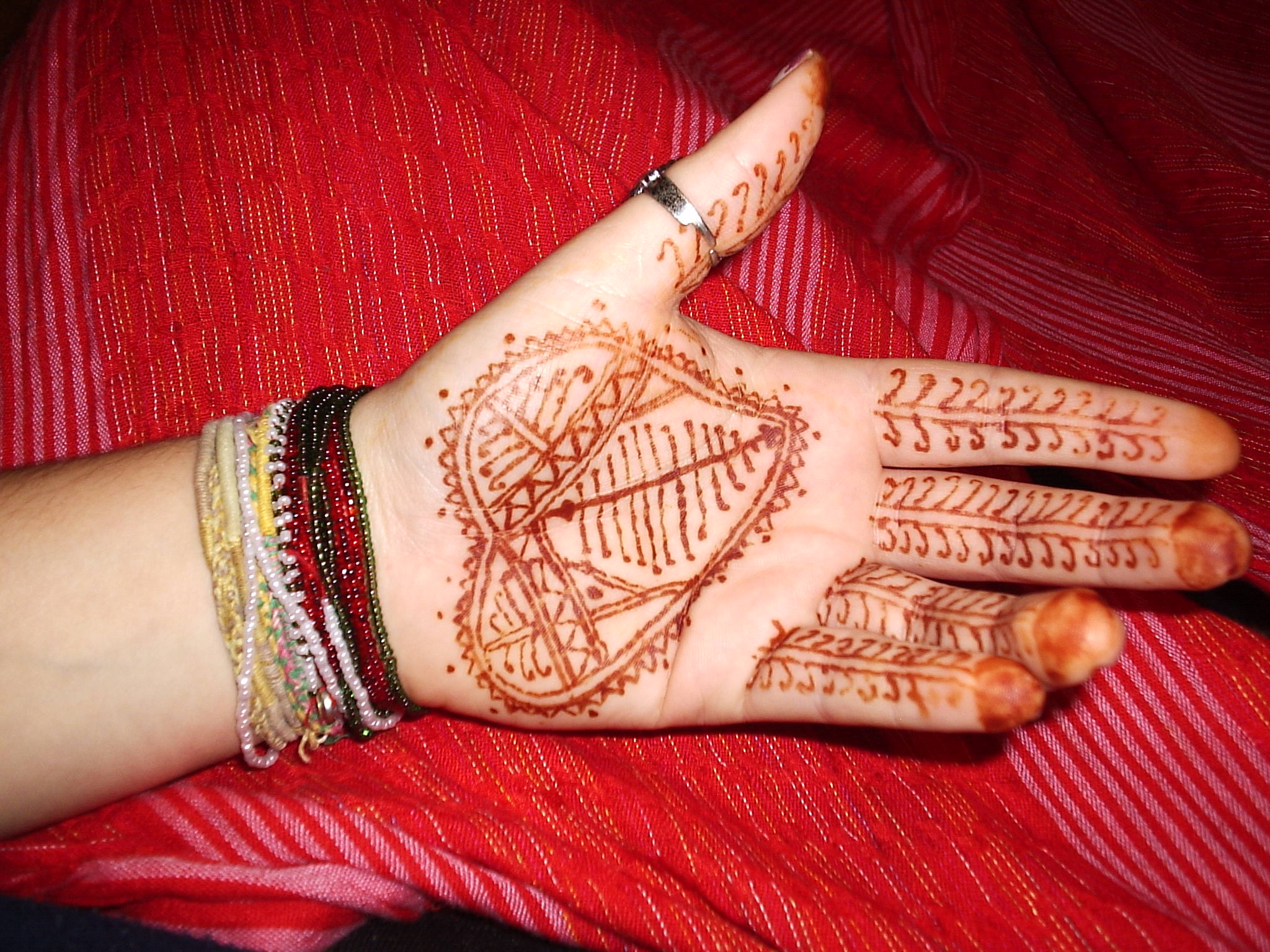
«Африканський» стиль мехенді (бербери)

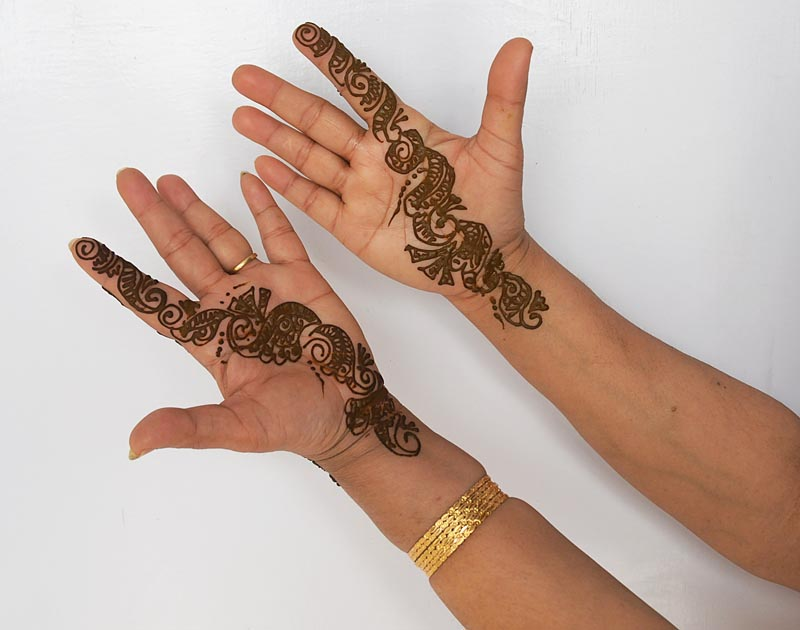
«Близькосхідний» стиль мехенді

Мехенді (гінді मेहँदी, урду مہندی, іноді менді) — мистецтво розпису тіла хною. Порівняно швидкий, безболісний і найбезпечніший спосіб нанесення тимчасового татуювання. Сьогодні це мистецтво широко розповсюджене в усьому світі, особливо в Індії та країнах сходу.

## Етимологія
Слово «мехенді» має індійське походження — так називають хну і татуювання з хною.

## Історія
Розпис тіла вважається таким же древнім, як і саме людство. З давніх часів малюнки на шкірі людини мали ритуальне значення. Їх використовували як талісман: наносили для захисту, лікування, зваблення, принадження удачі, підкреслення статусу. Важко сказати, де вперше виникла традиція використання для цього хни. Розпис хною був відомий в Давньому Вавилоні, Ассирії, Месопотамії, Стародавній Греції та у Римській імперії.

## Значення мехенді
В Індії традиційно розписують руки та ноги жінкам. Весільні візерунки мехенді мали еротичне значення. Розписуючи тіло нареченої, старші жінки відкривали їй таємниці премудростей подружнього життя. Вважається, що чим тонші лінії та складніший візерунок, тим більше встигне дізнатись дівчина, і тим щасливішим буде її обранець.
Є у мехенді й інше призначення — захист. В орнаментах та образах зашифровані символи, які повинні відлякувати злих духів і притягати до молодої пари увагу та прихильність добрих божеств, які обіцяють багатство та багатодітність новій родині.

## Традиційний розпис
Орнаменти мехенді сильно відрізняються в залежності від регіону.
- В Північній Африці «марокканський» малюнок сильно стилізований, особлива увага приділяється чіткості контурів. Геометричні фігури поєднуються з рослинним орнаментом.
- На Близькому Сході переважають рослинні візерунки, характерні для арабської культури. Бедуїни, що живуть в пустелі, часто просто занурюють ступні і долоні в хну, без будь-яких орнаментів чи малюнків.
- Індія: в основному мехенді виконують храмові танцюристки або до урочистих церемоній, головним чином до весіль. Досить складні і великі (покривають площу від долонь до плечей і від ступнів до колін) мереживні малюнки. В основному зображуються релігійні мотиви і знаки родючості.
- Південно-Східна Азія: використовуються «рослинні» індійські мотиви. Зустрічаються повністю зафарбовані подушечки пальців, бічних частин долонь і ступнів.

## Сучасність
До Європи мистецтво мехенді прийшло порівняно нещодавно. Це зумовлено поганим ставленням християнської церкви до утіх плоті і тим, що хна досить швидко псується.
Сучасна популярність мехенді тільки зростає, чому дуже сприяє те, що відомі акторки та співачки, такі як Мадонна, Наомі Кемпбелл, Демі Мур, використовували цей «новий» спосіб прикрасити своє тіло.
Крім того, татуювання хною є простим та зовсім безболісним процесом, рідко викликає алергію і залишається на тілі впродовж 2-4 тижнів.

## Галерея

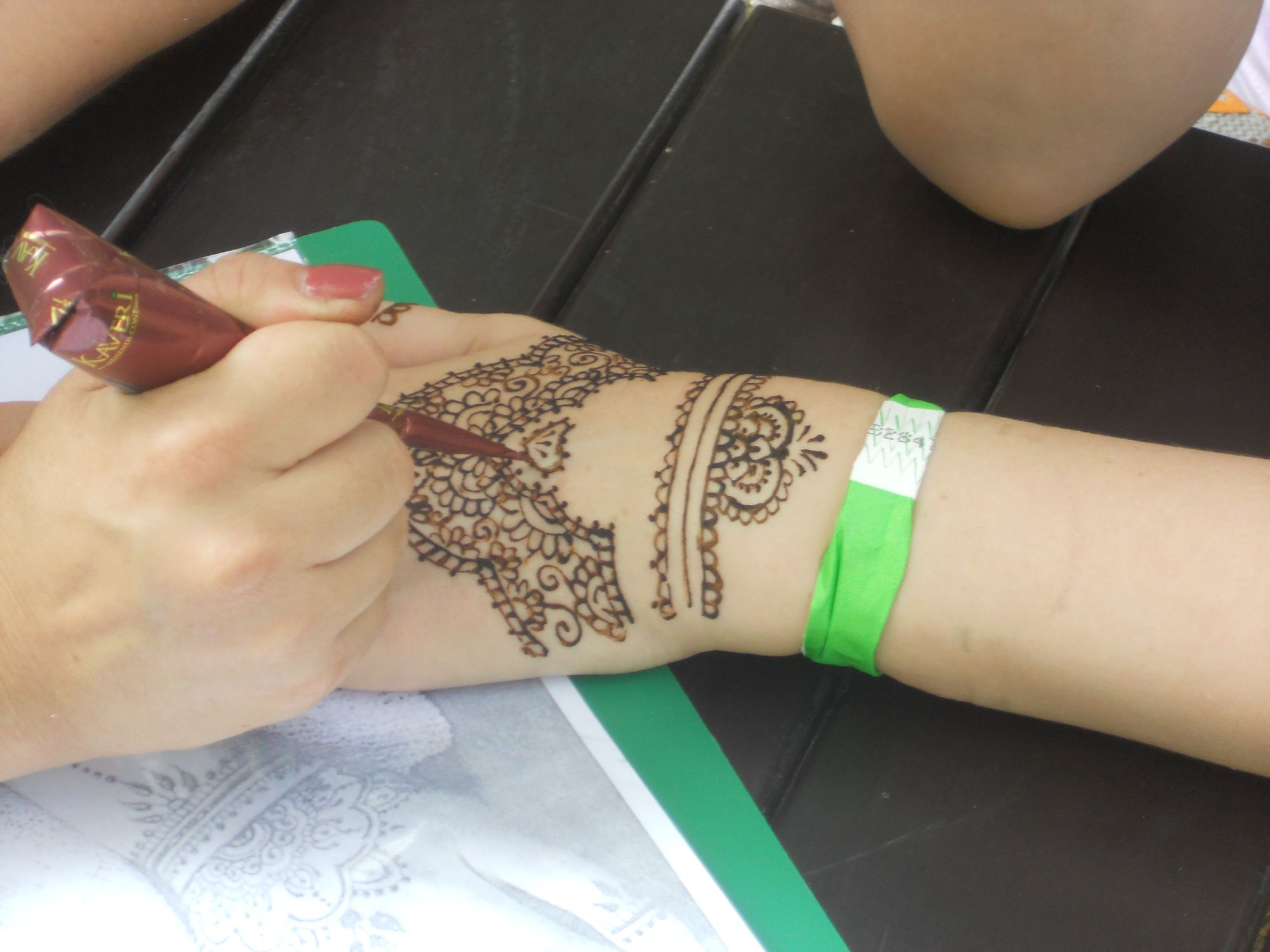
Мехенді в Києві, 2016 рік, під час фестивалю Vedalife
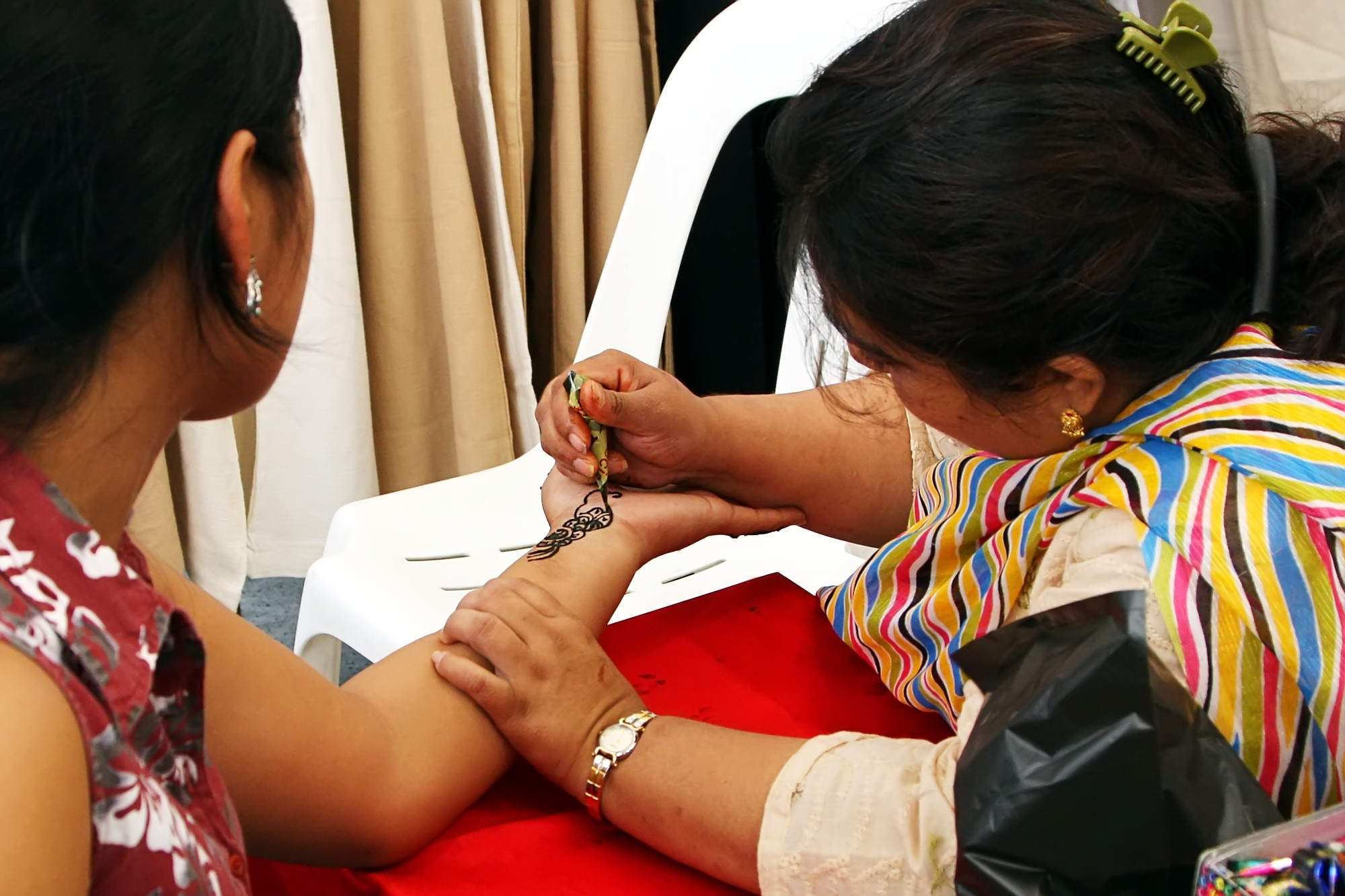
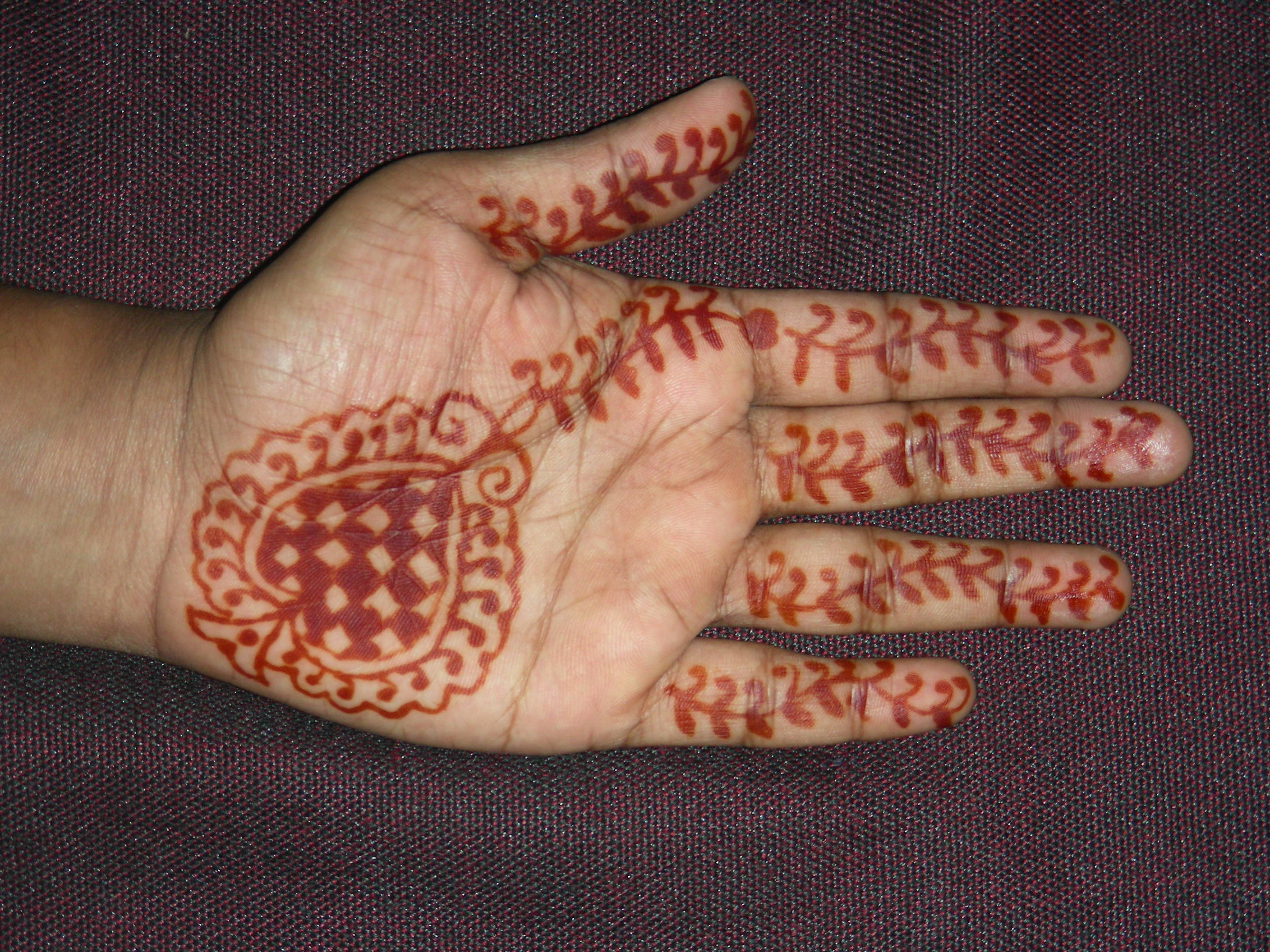
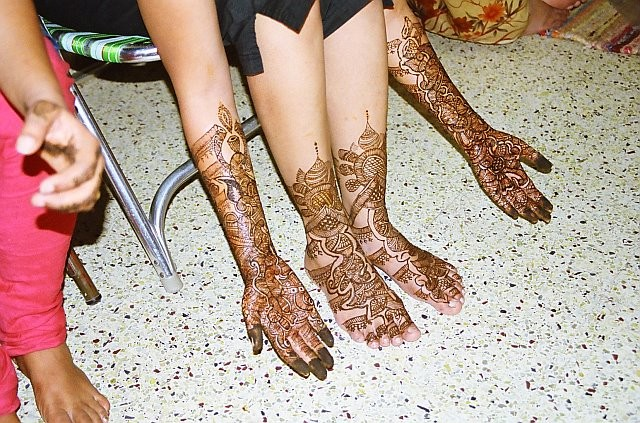
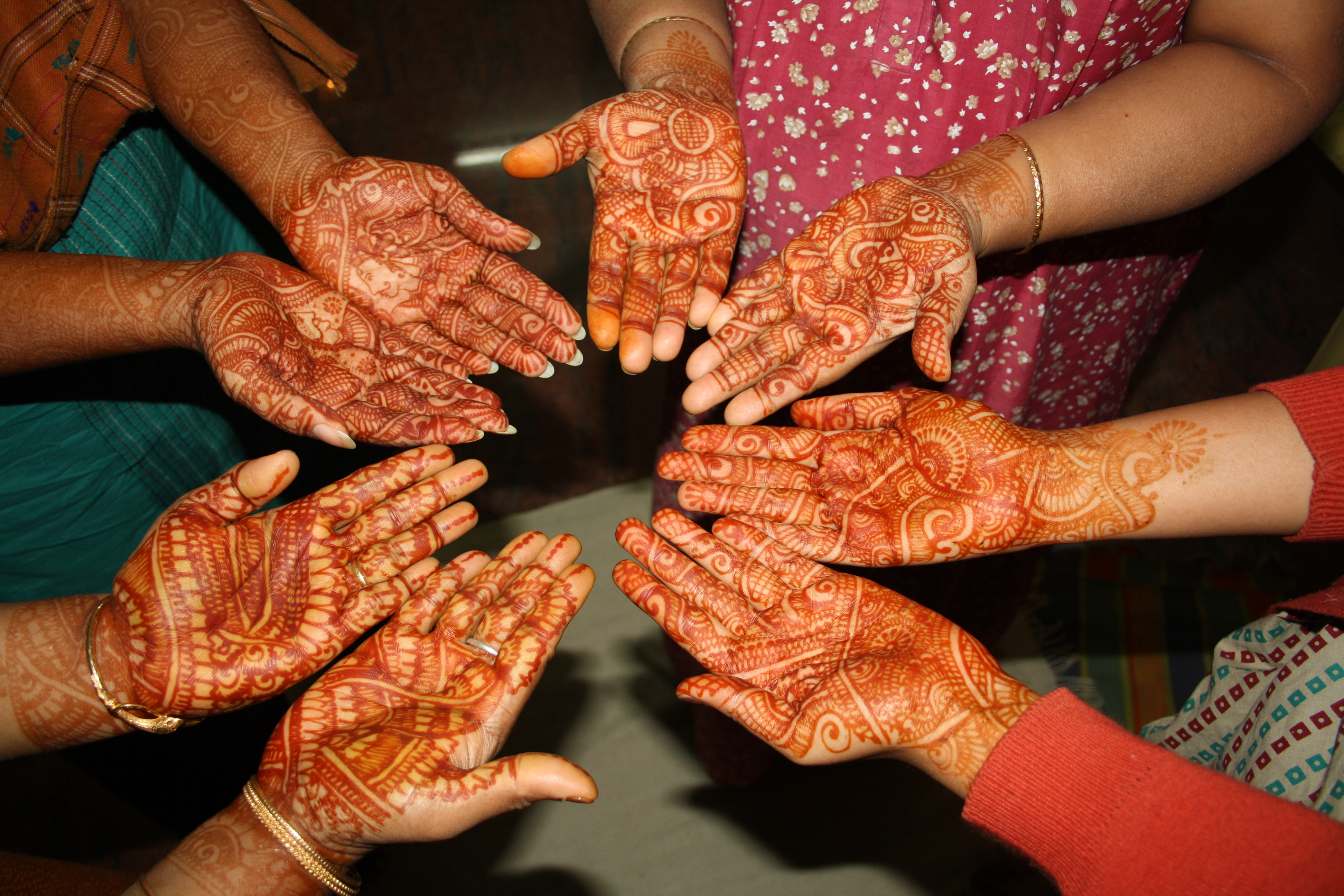
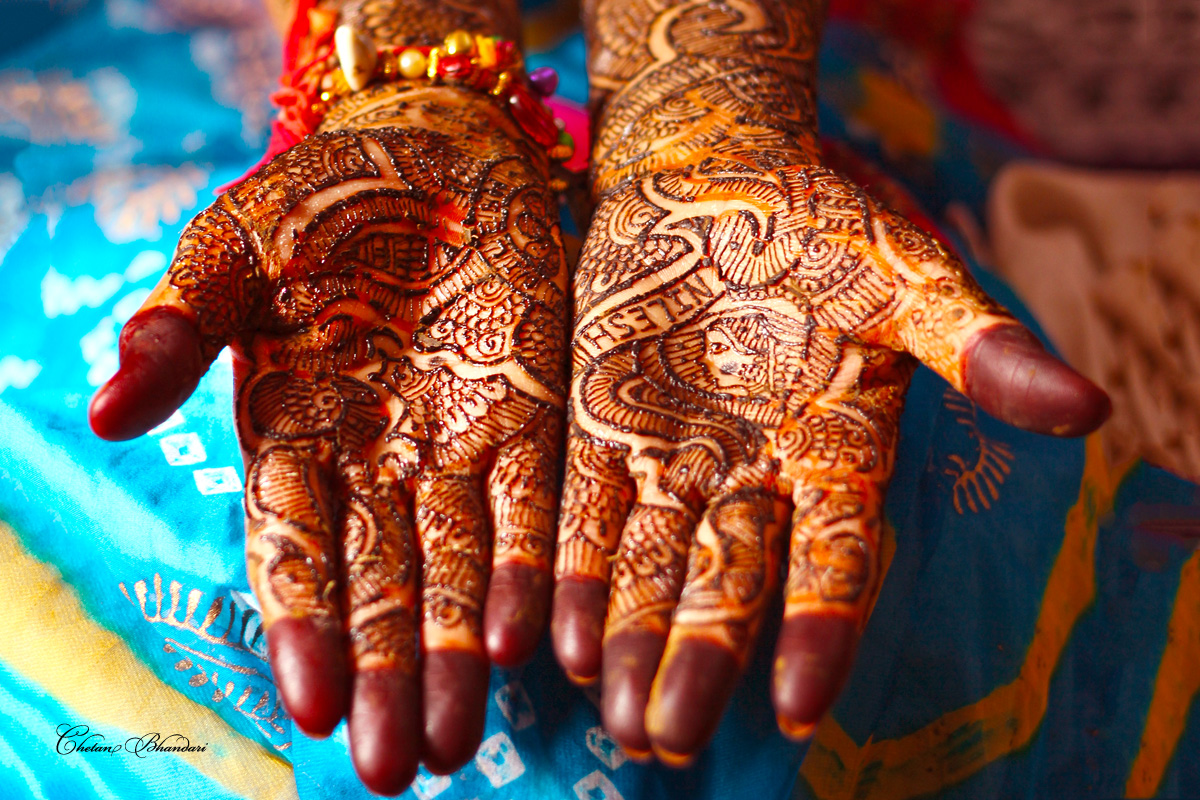
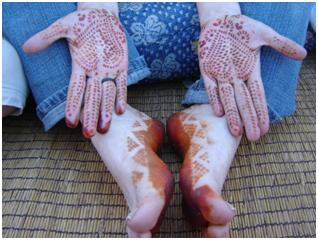
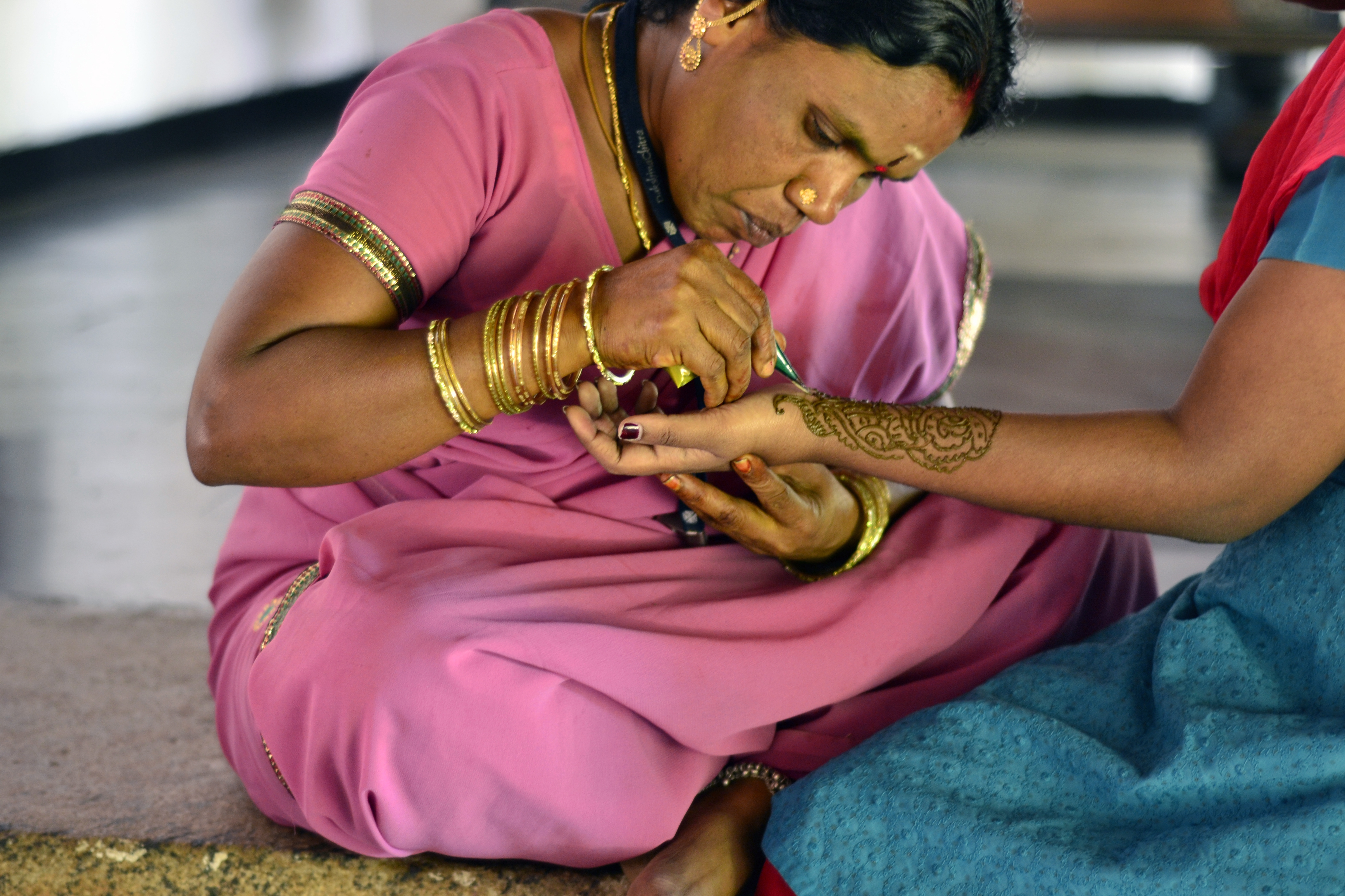